# Maison De Salaberry
La maison De Salaberry est une grande villa bourgeoise située au 18, rue de Richelieu à Chambly au Québec (Canada). Elle a été construite pour Charles-Michel d'Irumberry de Salaberry en 1814-1815, qui y vécut jusqu'à sa mort en 1829. Elle a été désignée lieu historique national du Canada par la commission des lieux et des monuments historiques du Canada en 1968.